# Робсон (гора)
Гора Робсон (англ. Mount Robson)  — гора в гірській системі Рейнбо-Ренж, Канадські скелясті гори, Британська Колумбія, Канада. Гора розташована посеред Провінційного парку Гора Робсон.

## Географія
Гору названо на честь Коліна Робертсона (англ. Colin Robertson), канадського хутряного торгівця,  працівника  Північно-Західної Компанії та Компанії Гудзонової затоки.

Висота гори Робсон — 3954 м над рівнем моря, це третя за висотою гора в провінції Британська Колумбія.
Гора Феруетер  (англ. Mount Fairweather) на кордоні  Аляски і Британської Колумбії — 4663 м над рівнем моря.
Гора Ваддингтон (англ. Mount Waddington) (Береговий хребет) — 4019 м над рівнем моря.
Альпійські маршрути на горі Робсон:
- South Face (Нормальний маршрут) IV
- Kain Face IV (названий на честь Конрад Кейн)
- Wishbone Arete IV 5.6
- Emperor Ridge V 5.6
- Emperor Face, Stump/Logan VI 5.9 A2
- Emperor Face, Cheesmond/Dick VI 5.9 A2
- Emperor Face, Infinite Patience VI WI5 M5 5.9
- Emperor Face, House-Haley M7
- North Face IV
- Fuhrer Ridge IV 5.4

## Галерея світлин

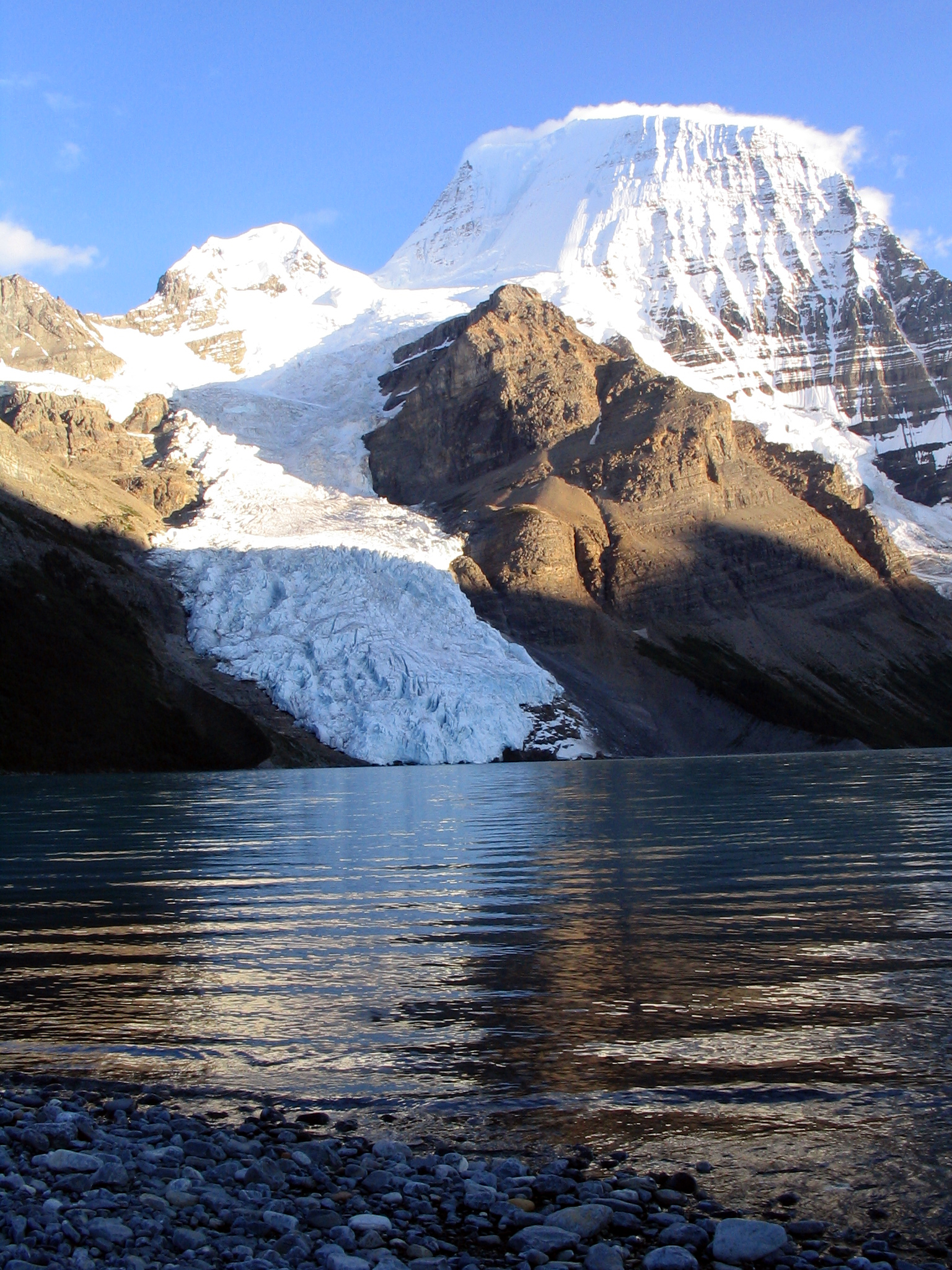
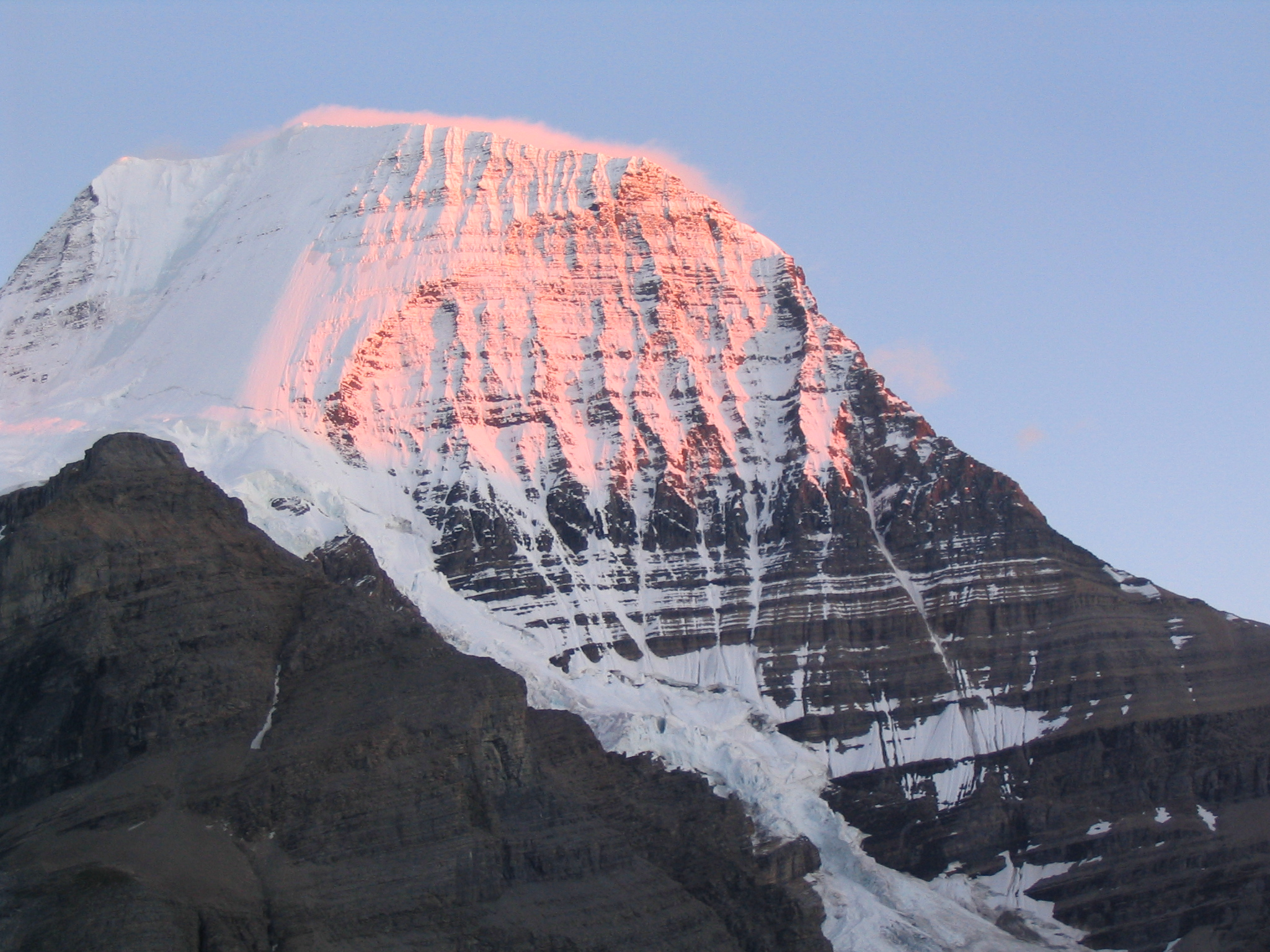
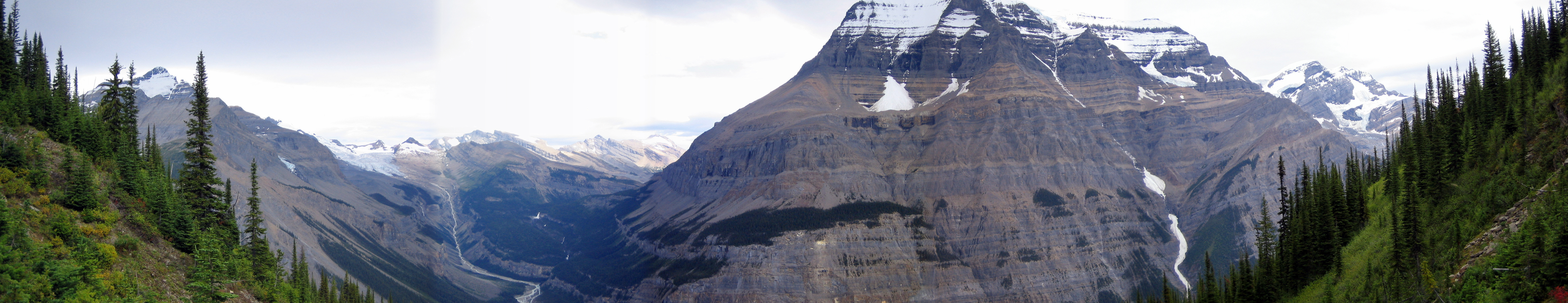
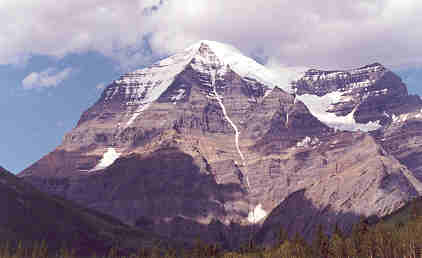
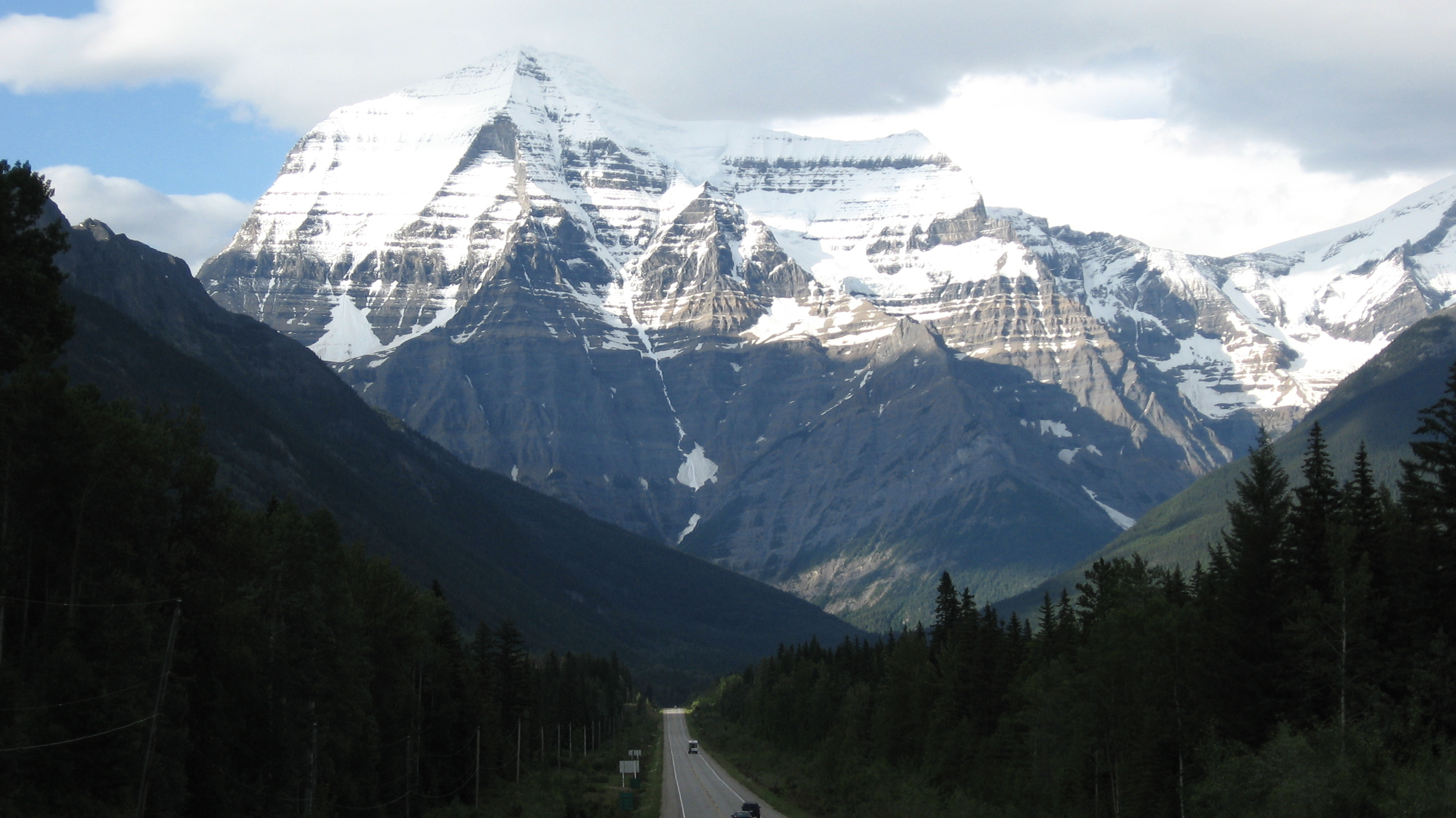
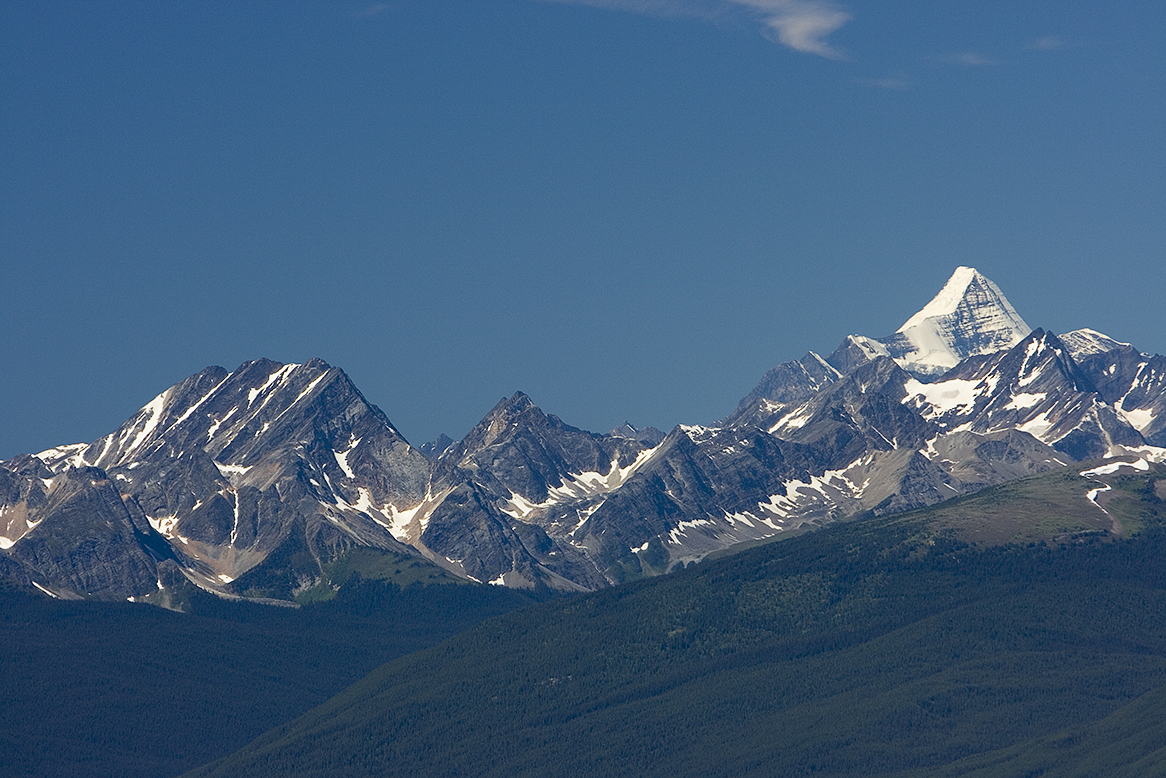
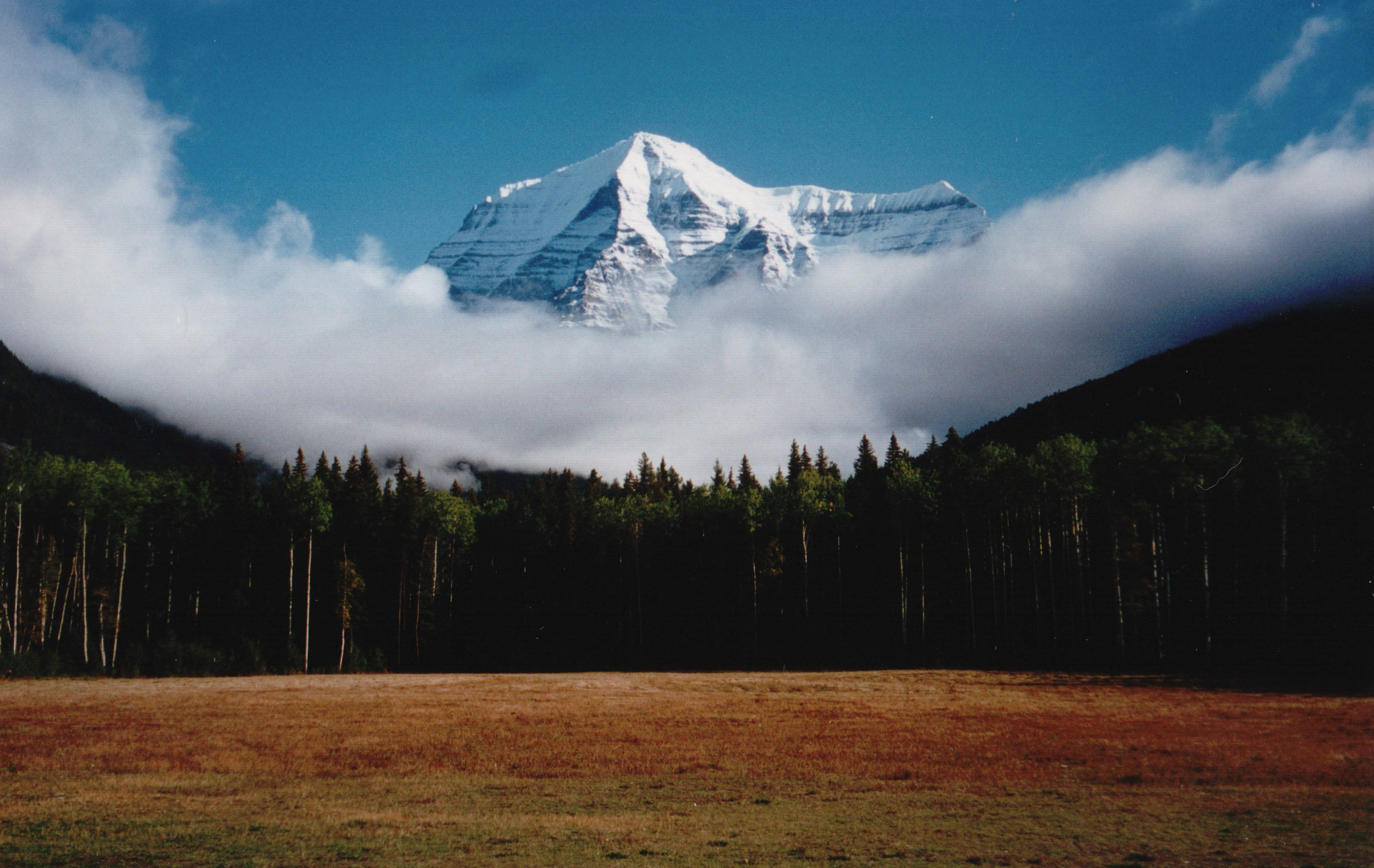
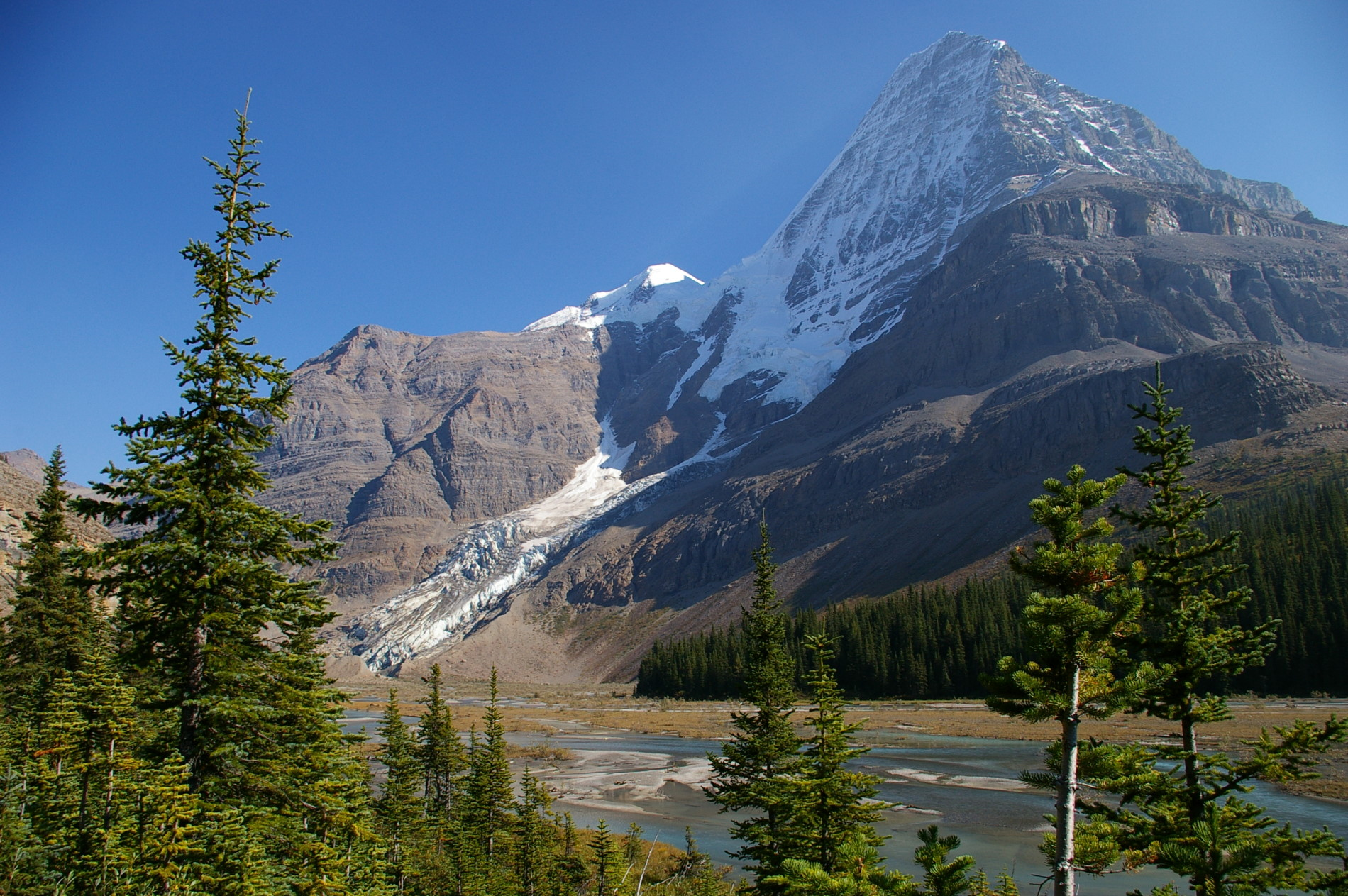
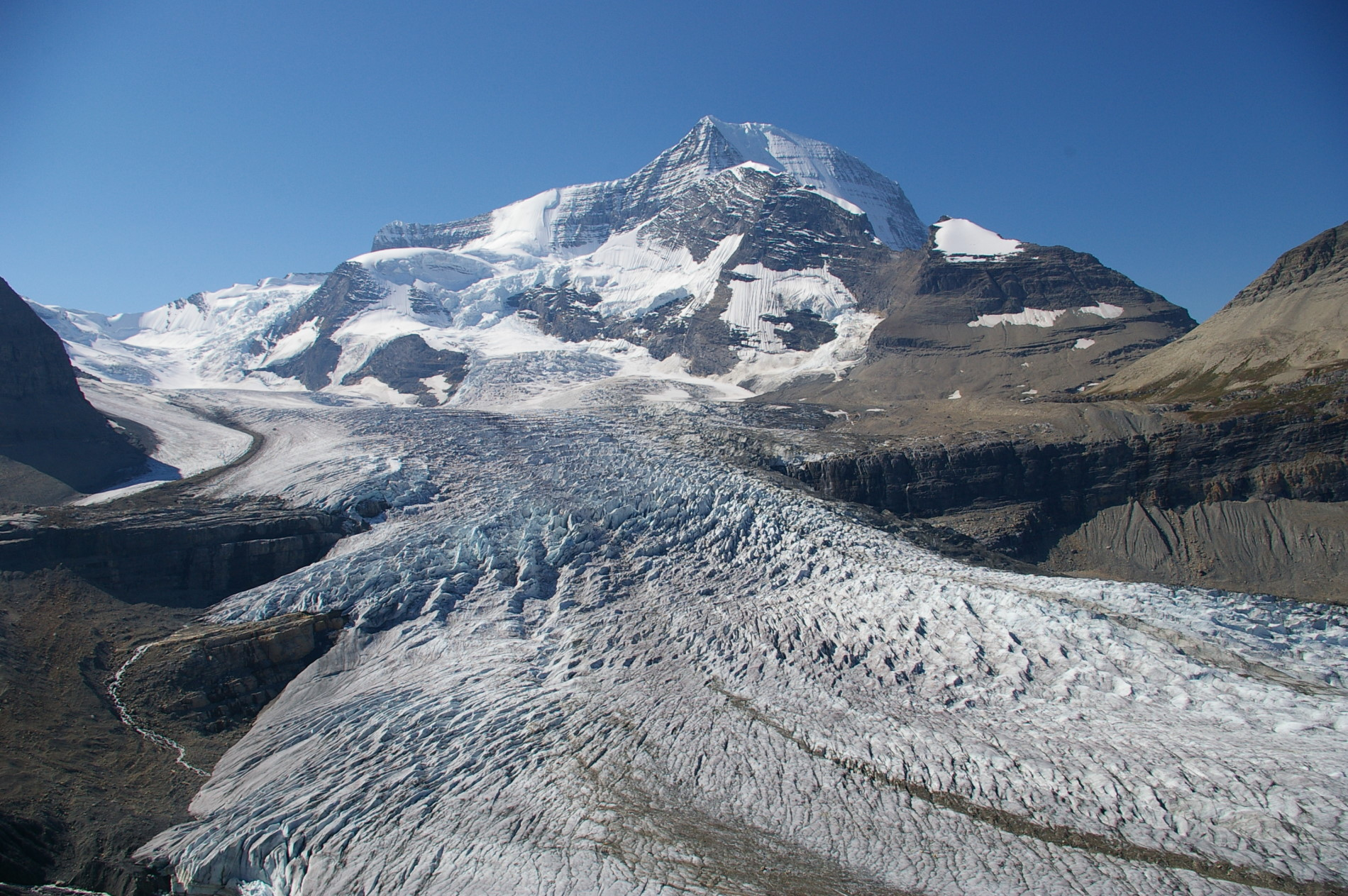
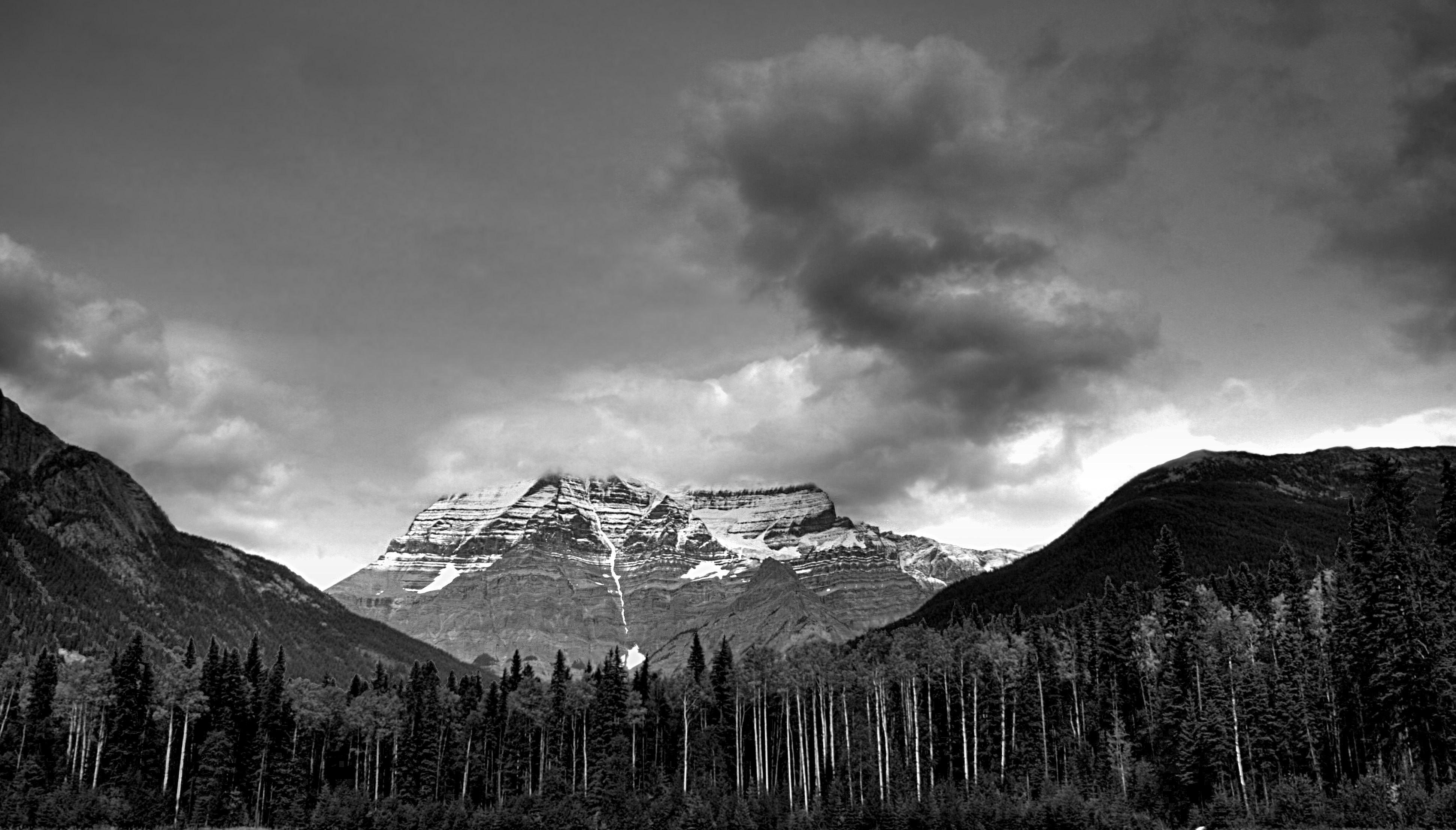